# فضانورد

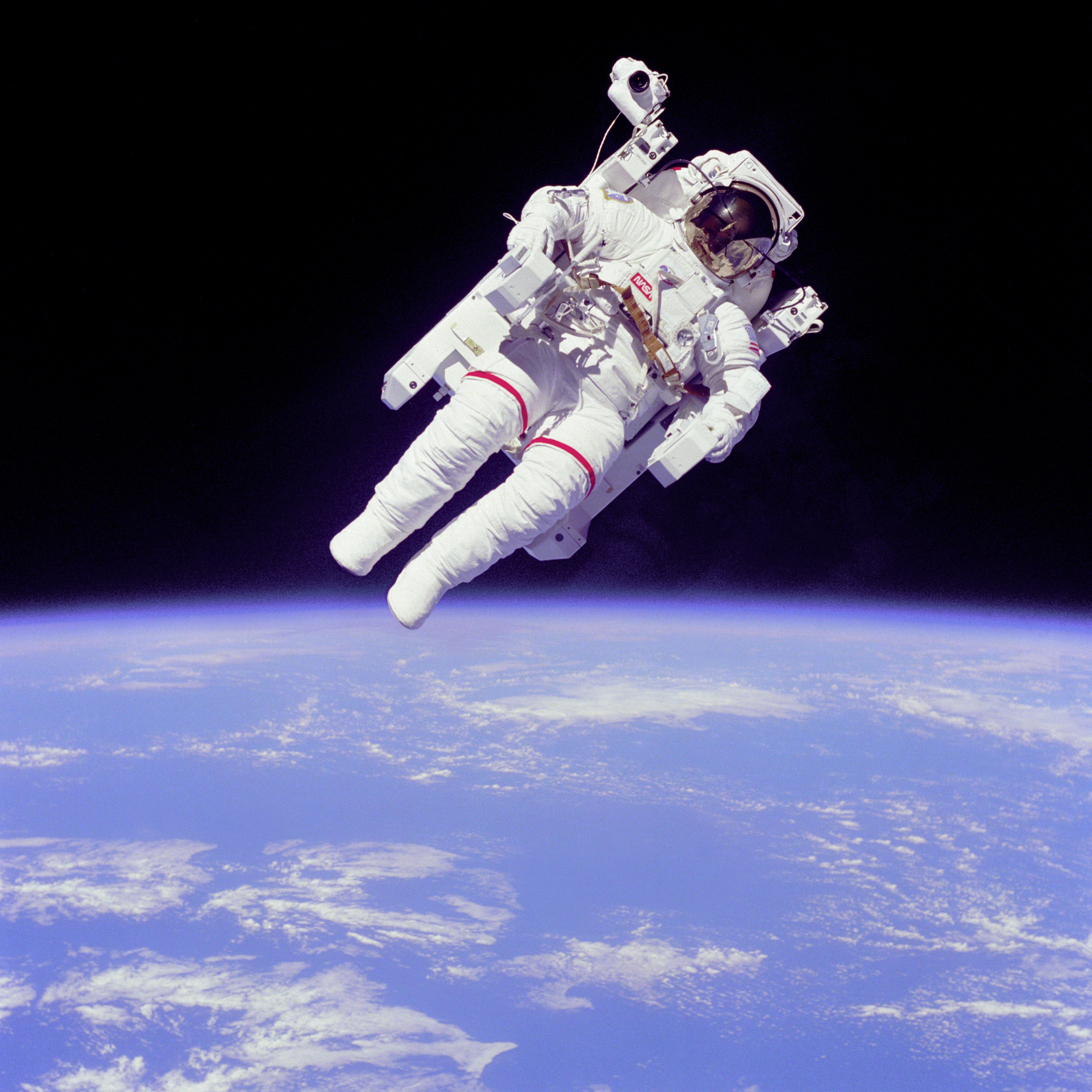
بروس مک‌کندلس؛ ویژه‌کار این پرواز، در حال شرکت در یک راهپیمایی فضایی چند متر دور از کابین شاتل چلنجر است. بروس در این عملیات در حالی که دیگر به سفینه وصل نیست برای مانور دادن خود در فضا، از یک دستگاه کنترل دستی پرتاب ازت که با خود دارد استفاده می‌کند. برای بروس پاره‌های ابر زمین در پایین نگاره، چشم‌اندازی آشنا درآن محیط به‌شدت متخاصم است!

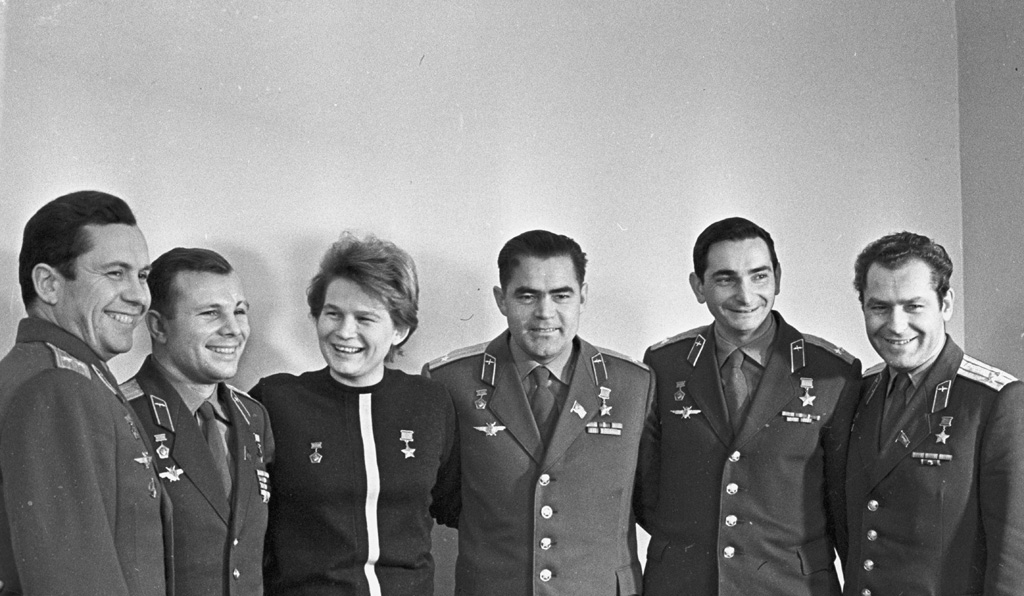
اولین فضانوردان روسیه (از چپ): پاول پوپوویچ، یوری گاگارین، والنتینا ترشکوا، آندریان نیکولایف، والری بایکوفسکی، گرمان تیتوف

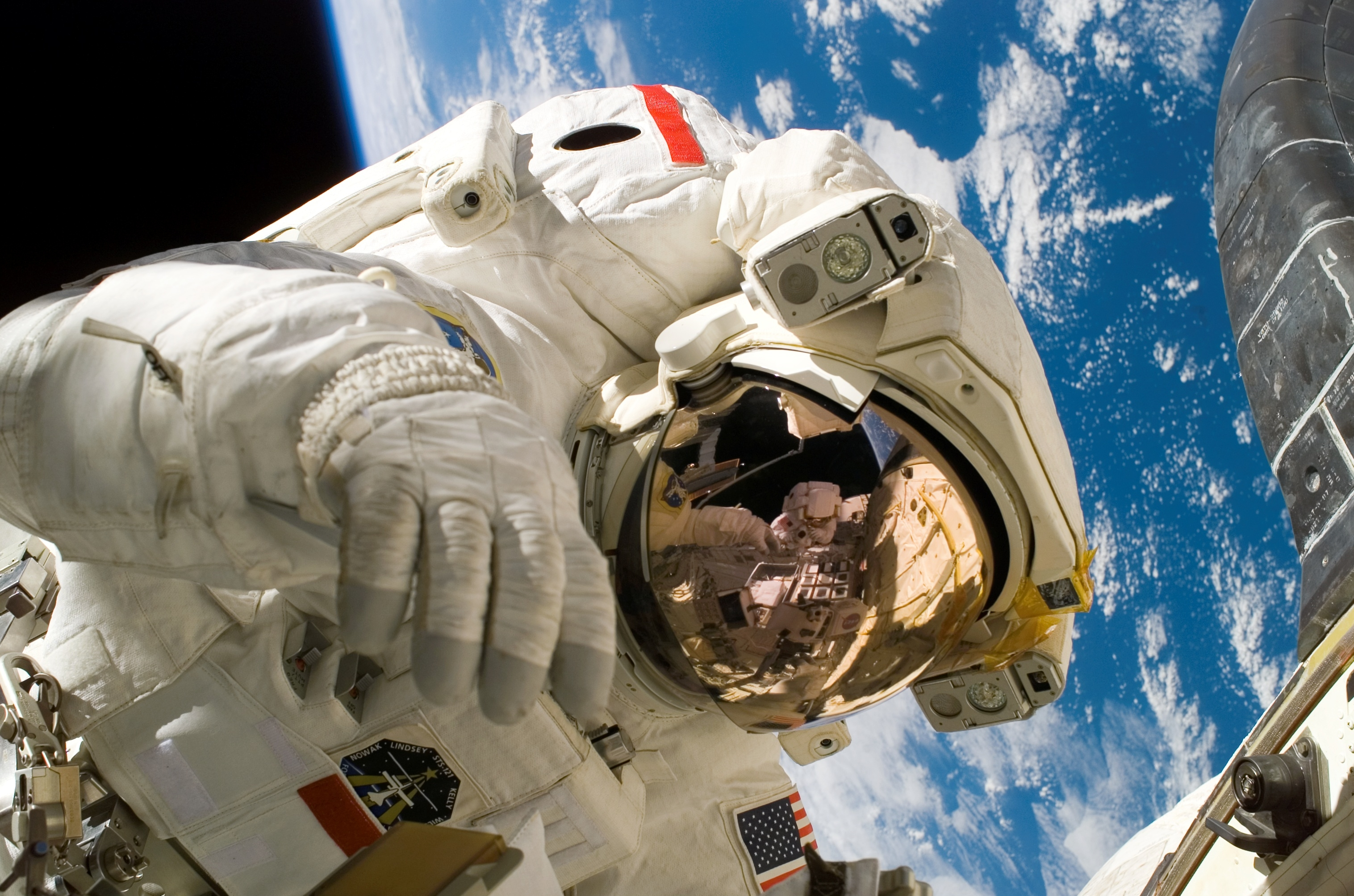
فضانورد آمریکائی پیرز سلرز در دومین سفر فضائی خود و در حال انجام سومین راهپیمایی فضائی در مأموریت فضائی اس‌تی‌اس-۱۲۱: نمایشی از تمرین تکنیک‌های تعمیر سپر حرارتی مدارگرد.

فضانورد یا کیهان‌نورد کسی است که پس از گذراندن دورهٔ ویژهٔ کیهان‌نوردی متناسب، به فضای بیرون از جو کره زمین سفر کرده باشد.
این واژه معمولاً برای فضانوردان حرفه‌ای بکار می‌رود، اما به‌طور کلی به افرادی که به نحوی به فضا سفر کرده‌اند نیز گفته می‌شود؛ مثلاً دانشمندان، پژوهشگران، خلبانان و حتی گردشگران فضایی که تجربه سفر به فضا را داشته باشند، فضانورد تلقی می‌شوند. گاهی بنا بر برخی از تعریف‌ها حتی سرنشین یا سرنشینان بعضی از موشک-هواپیماها مانند ایکس-۱۵ را هم می‌توان فضانورد دانست.
تاکنون بیش از ۵۵۰ فضانورد به فضا سفر کرده‌اند؛ پانصدمین فضانوردی که به فضا رفت فضانورد آمریکایی کریستوفر کسیدی بود. و رکوردهای ماندن در فضا «در یک دیدار» از یک سال هم گذشته‌است. رکوردهای ماندن در فضا برای یک فضانورد «در چند دیدار» بیش از ۸۰۰ روز است.

## تعریف فضانوردی
بر اساس تعریف فدراسیون بین‌المللی هوانوردی (FAI)، پرواز در ارتفاع بالاتر از یکصد کیلومتر «سفر فضایی» محسوب می‌شود. فدراسیون بین‌المللی هوانوردی ارتفاع ۱۰۰ کیلومتری از سطح متوسط دریاها را مرز بین جو زمین و فضا یا به اصطلاح «خط کارمن» نامیده‌است. در ارتفاع بیشتر از خط کارمن، غلظت جو زمین به دلیل افزایش ناگهانی و شدید دما به قدری کاهش می‌یابد که می‌توان از نیروی پسای ناشی از برخورد مولکولهای جو با شیء پرنده صرف‌نظر کرد. از دیگر سو بر اساس تعریف سازمان فدرال هوانوردی آمریکا، فردی که قادر باشد در ارتفاعی بیش از ۸۰ کیلومتر از سطح زمین پرواز کند، مفتخر به کسب عنوان فضانوردی خواهد شد. این ارتفاع جایی است که لایه مزوسفر تمام می‌شود.
مهندسان طراح هوافضا هنگام طراحی یا شبیه‌سازی بازگشت اجرام به جو زمین، گذر از ارتفاع ۱۲۰ کیلومتری را عبور از مرز جو به فضا در نظر می‌گیرند. سرعت بسیار زیاد اجسام در بازگشت به جَو دلیل این انتخاب است. در سرعت‌های بسیار زیاد، جو رقیق در فاصله بین ارتفاع ۱۲۰ تا ۱۰۰ کیلومتری، نیروی پسای اتمسفری قابل توجهی تولید می‌کند.
تا تاریخ ۸ ژوئن ۲۰۱۳، در مجموع ۵۳۲ نفر از ۳۶ کشور جهان در ارتفاع ۱۰۰ کیلومتر (۶۲ مایل) یا بیشتر، که از آن‌ها ۵۲۹ نفر به مدار پایین زمین یا فراتر از رسیده‌اند. از این تعداد، ۲۴ نفر فراتر از مدار نزدیک زمین سفر کرده‌اند.

## نخستین‌های فضانوردی

### نخستین موجود زنده در فضا
نخستین موجود زنده در فضا سگی به نام لایکا بود که در ۳ نوامبر سال ۱۹۵۷ میلادی، تنها یک ماه پس از پرتاب اسپوتنیک-۱ به فضا و آغاز رسمی عصر فضا، با فضاپیمای روسی اسپوتنیک-۲ به مدار زمین پرتاب شد. از این پرواز برای آزمایش ارگان‌های زندهٔ بدن در مرحلهٔ پرتاب و شرایط بی‌وزنی و برای تکمیل سیستم‌های پشتیبانی حیات در اولین فضاپیمای سرنشین‌دار استفاده شد. فضاپیمای اسپوتنیک-۲ حامل لایکا برای بازگشت به زمین طراحی نشده بود، و لایکا مدتی پس از پرتاب در مدار زمین جان سپرد.

### نخستین انسان فضانورد

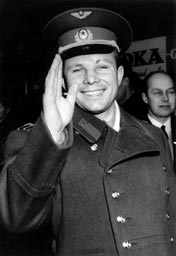
یوری گاگارین نخستین انسان فضانورد جهان

نخستین فضانورد جهان یوری گاگارین کیهان‌نورد روسی بود که روز ۲۳ فروردین ۱۳۴۰ با فضاپیمای وستوک-۱ به فضا رفت و در طول ۱۰۸ دقیقه یک دور مدار زمین را پیمود.

### نخستین زن فضانورد

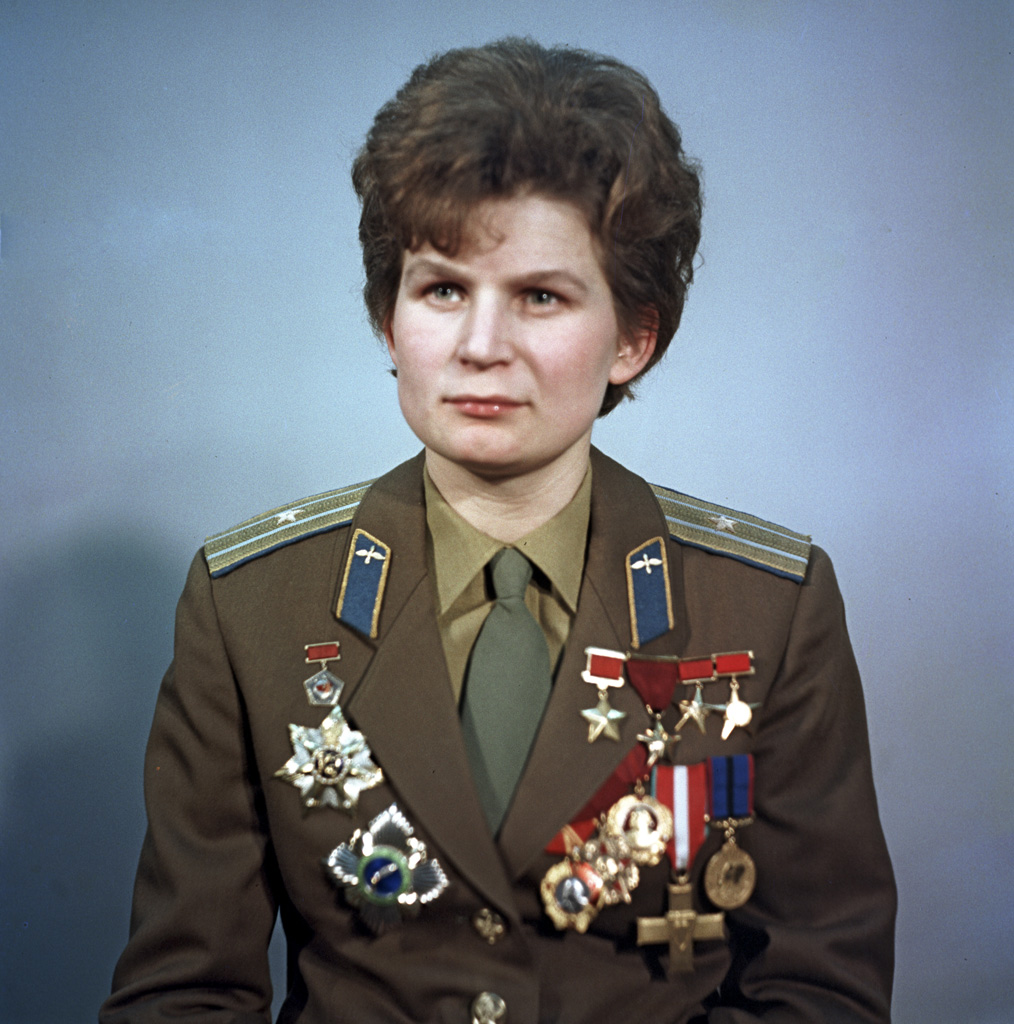
والنتینا ترشکووا نخستین زن فضانورد

نخستین زن فضانورد والنتینا ترشکووا کیهان‌نورد زن روسی است که در روز ۱۶ ژوئن ۱۹۶۳ میلادی (برابر ۲۶ خرداد ۱۳۴۲) با فضاپیمای وستوک-۶ به فضا رفت و نزدیک به سه روز در فضا بود. او همچنین نخستین فرد غیرنظامی فضانورد جهان است زیرا پس از انجام پرواز فضایی خود بود که به نیروی هوایی شوروی پیوست.

### نخستین راهپیمایی فضایی

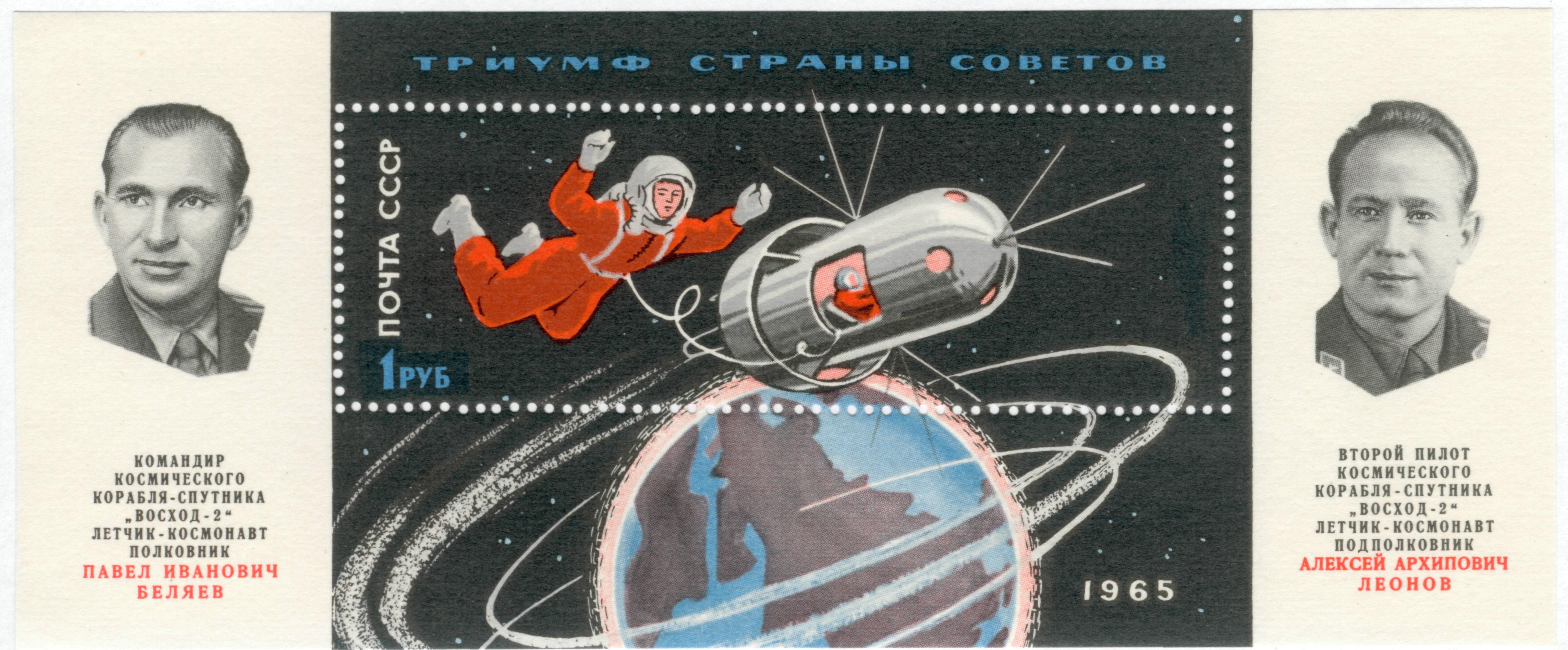
تمبر یادبود نخستین راهپیمایی فضایی، متعلق به شرکت پست اتحاد جماهیر شوروی (سال ۱۹۶۵ میلادی)

- نخستین راهپیمایی فضایی توسط الکسی لئونوف کیهان‌نورد روسی در ۲۷ اسفند ۱۳۴۳ (۱۸ مارس سال ۱۹۶۵ میلادی) انجام شد. او پس از پوشیدن لباس فضایی از فضاپیمای واسخود-۲ خارج شد و به مدت ۲۰ دقیقه، درحالی‌که با کابل مخصوص به فضاپیمای خود متصل بود در فضای بیکران شناور شد. در مدت زمانی که الکسی لئونوف در بیرون از فضاپیمای به‌سر می‌برد، این فضاپیما در مدار زمین مسیری از شمال آفریقا تا شرق سیبری را پیمود.

### نخستین گام بر روی ماه
نخستین انسان بر روی ماه نیل آرمسترانگ فضانورد آمریکایی است که طی مأموریت آپولو ۱۱ در ۲۰ ژوئیه سال ۱۹۶۹ میلادی بر روی ماه گام نهاد. فضاپیمای ماه‌نشین مأموریت آپولو ۱۱ بیش از ۲۱ ساعت روی سطح ماه قرار داشت که در طول آن آرمسترانگ و فضانورد همکارش باز آلدرین بیش از دو ساعت و نیم روی سطح ماه به کار و نصب دستگاه‌های گوناگون پرداختند.

### نخستین فضانورد فارسی‌زبان
نخستین فضانورد فارسی‌زبان عبدالاحد مهمند کیهان‌نورد افغان است که در ۷ شهریور (۷ برج سنبله) سال ۱۳۶۷ (۲۹ اوت سال ۱۹۸۸) با فضاپیمای روسی سایوز تی‌ام ۶ به فضا رفت و به مدت ۹ روز به همراه فضانوردان دیگر در ایستگاه فضایی میر به پژوهشهای اخترفیزیکی، پزشکی و بیولوژیکی پرداخت.

### نخستین گردشگر فضایی
نخستین گردشگر (توریست) فضایی، دنیس تیتو بازرگان و مهندس آمریکایی بود که با پرداخت حدود ۲۰ میلیون دلار در ۸ آوریل سال ۲۰۰۱ میلادی با فضاپیمای روسی سایوز تی‌ام ۳۲ به فضا رفت و به مدت ۷ روز و ۲۲ ساعت در ایستگاه فضایی بین‌المللی در مدار زمین اقامت داشت.

### نخستین زن گردشگر فضایی (فضانورد همراه)

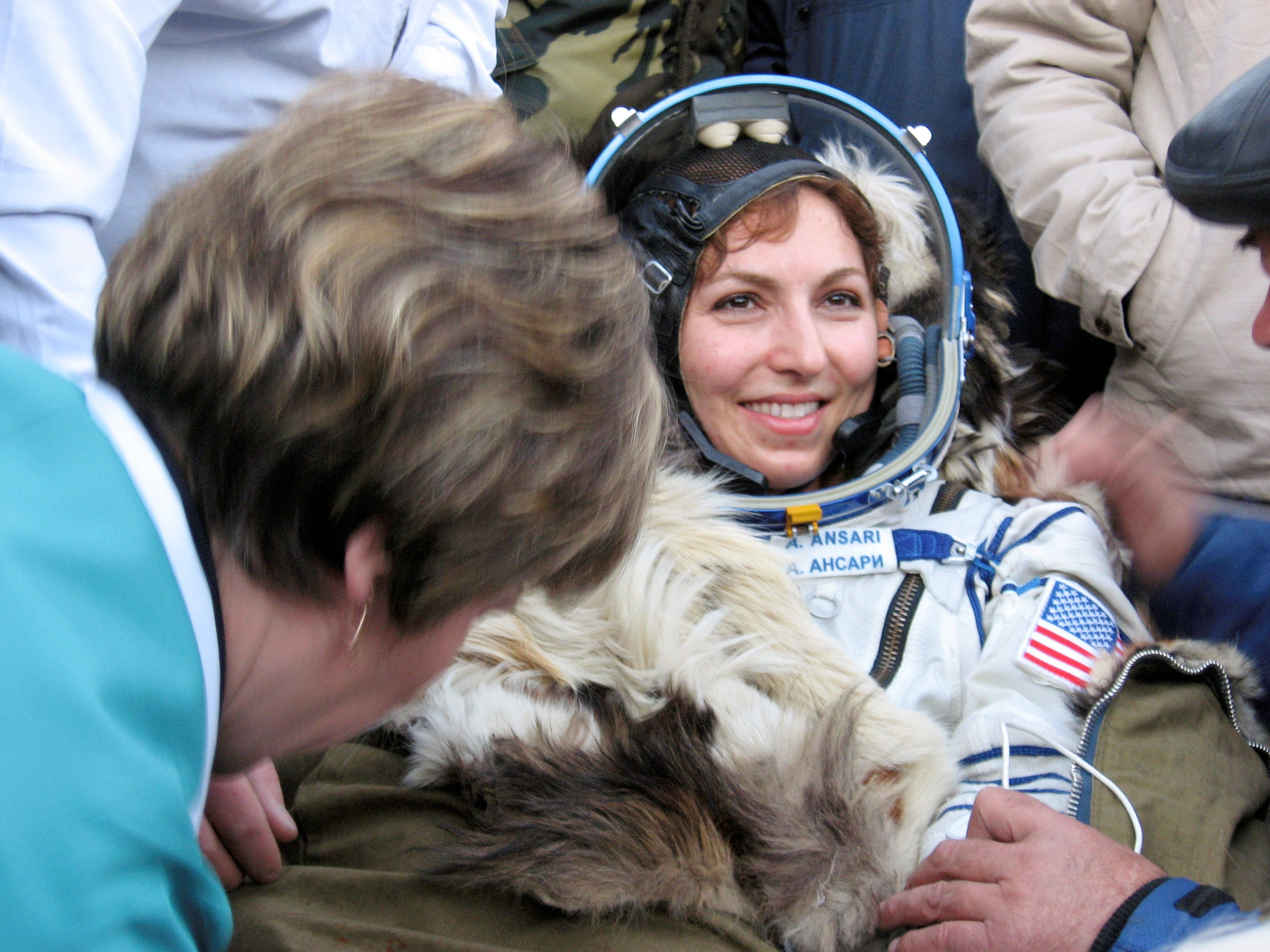
انوشه انصاری لحظه‌هایی پس از فرود

نخستین زن گردشگر فضایی و نخستین ایرانی در فضا، کارآفرین و مهندس ایرانی انوشه انصاری است که با پرداخت حدود ۲۰ میلیون دلار با فضاپیمای روسی سایوز تی‌ام‌ای-۹ در روز ۲۷ شهریور ۱۳۸۵ به مدار زمین رفت و اقامت ۱۱ روزهٔ خود را در ایستگاه فضایی بین‌المللی آغاز کرد. انوشه انصاری ترجیح می‌دهد در مورد سفر فضایی خود از عنوان «فضانورد همراه» به جای واژهٔ «گردشگر فضایی» استفاده کند.

### نخستین فضانورد عرب

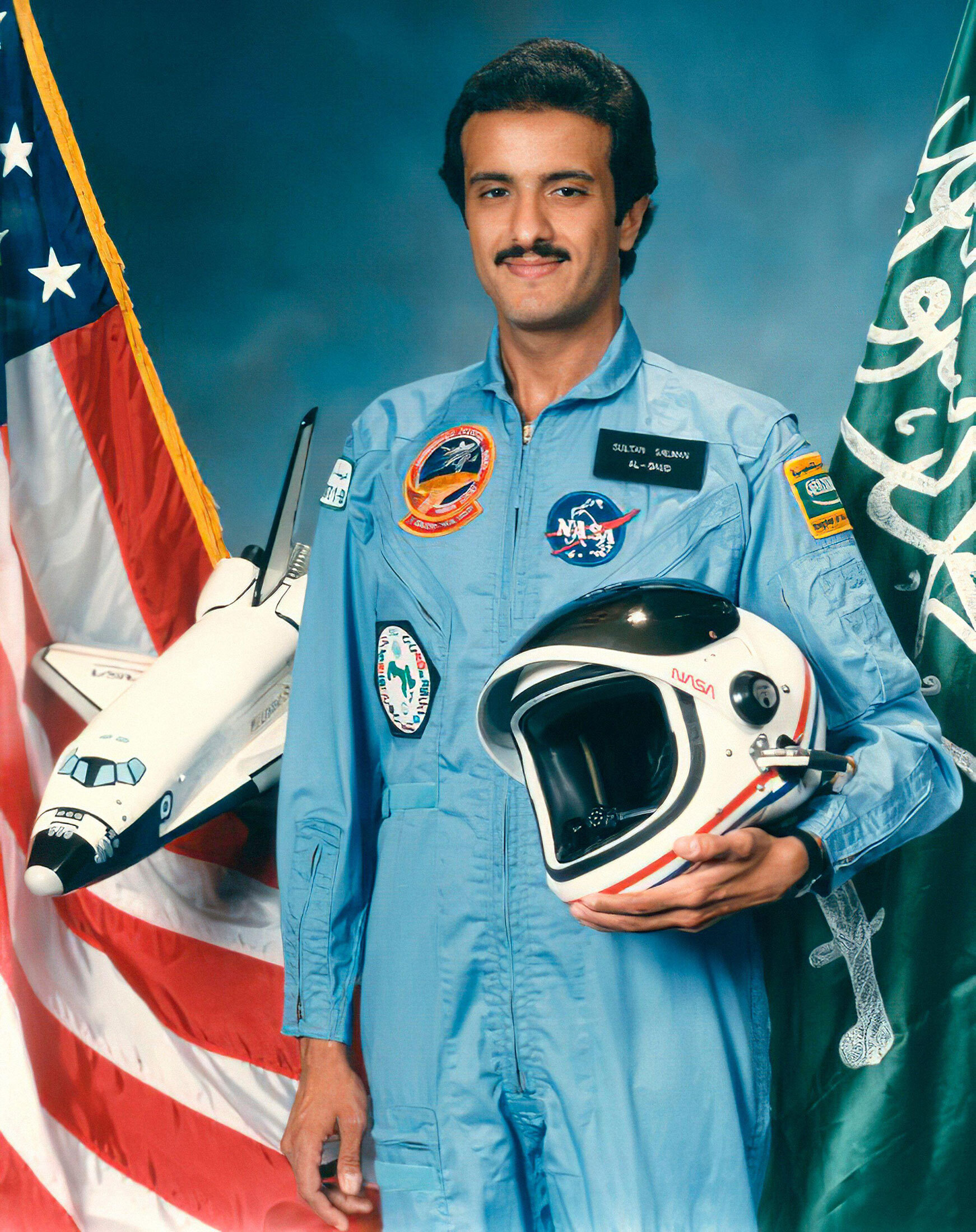
سلطان بن سلمان بن عبدالعزیز

شاهزاده سلطان بن سلمان بن عبدالعزیز آل سعود، فرزند سلمان بن عبدالعزیز (در آن زمان ولیعهد عربستان سعودی)، اولین عربی بود که در سال ۱۹۸۵ میلادی با فضاپیمای دیسکاوری آمریکا به مدار زمین رفت.

## برترین‌های فضانوردی

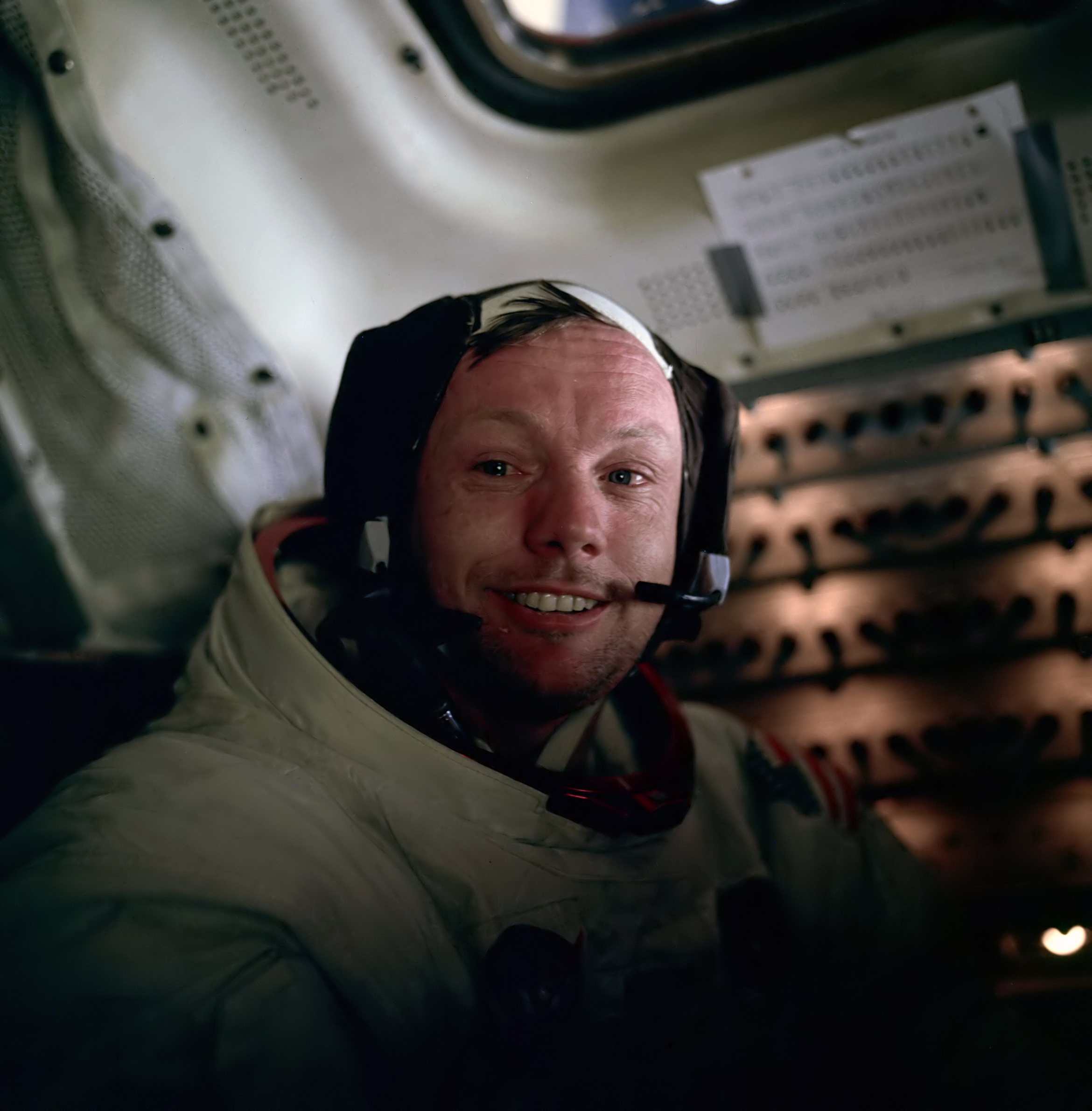
نیل آرمسترانگ اولین انسانی که روی ماه گام نهاد، در حال استراحت در کابین ماه‌نشین مأموریت آپولو ۱۱ پس از نخستین راه‌پیمایی روی ماه

### طولانی‌ترین اقامت در فضا
- رکورد طولانی‌ترین اقامت پیوسته در فضا متعلق به والری پولیاکف کیهان‌نورد روسی است که به مدت ۴۳۷ روز متوالی در ایستگاه فضایی میر زندگی و پژوهش کرد.
- سرگئی کریکالیوف، دیگر فضانورد روسی رکورد طولانی‌ترین اقامت ناپیوسته در فضا را دارا است؛ وی روی‌هم رفته با ۸۰۳ روز و ۹ ساعت و ۳۹ دقیقه اقامت در فضا طی شش مأموریت فضایی (شامل ۸ راهپیمایی فضایی)، بیشتر از هر انسان دیگری در فضا زندگی کرده‌است.[۶][۷]

### طولانی‌ترین پرواز تک‌نفره
طولانی‌ترین پرواز تک‌نفره به مدت ۴ روز و ۲۳ ساعت توسط والری بیکفسکی کیهان‌نورد روسی از ۱۴ تا ۱۹ ژوئن ۱۹۶۳ با فضاپیمای وستوک ۵ انجام شد.

### بیشترین تعداد سفر فضایی
رکورد بیشترین تعداد سفرهای فضایی متعلق به فرانکلین چانگ دایاز فضانورد کاستاریکایی-آمریکایی و جری راس فضانورد آمریکایی است. وی ۷ پرواز فضایی را در پرونده خود ثبت کرده‌است.

### طولانی‌ترین حضور پیوسته انسان در فضا
رکورد طولانی‌ترین حضور پیوسته انسان در فضا متعلق به ایستگاه فضایی میر است. روسیه (و شوروی سابق) به مدت ۳۶۴۴ روز حضور بی‌وقفهٔ فضانوردان را در ایستگاه فضایی میر تضمین کردند. این دوره از ۵ سپتامبر ۱۹۸۹ آغاز و در ۲۹ اوت سال ۱۹۹۹ به پایان رسید.

کشورهایی که تا سال ۲۰۰۹ فضانوردانی داشته‌اند.

### طولانی‌ترین مدت اقامت بر سطح ماه
رکورد طولانی‌ترین مدت اقامت بر سطح ماه متعلق به یوجین سرنن و هریسون اشمیت فضانوردان آمریکایی است. آن‌ها در مأموریت آپولو ۱۷ پس از فرود بر ماه در ۱۱ دسامبر ۱۹۷۲، به مدت ۷۴ ساعت و ۵۹ دقیقه و ۴۰ ثانیه بر سطح ماه ماندند.

### دورترین سفر فضایی انسان
رکورد دورترین سفر فضایی انسان متعلق به فضانوردان آمریکایی مأموریت آپولو ۱۳ است. فضاپیمای آن‌ها در ۱۵ آوریل ۱۹۷۰ درحالی‌که به علت نقص فنی در حالت اضطراری بود، ۴۰۰٬۱۷۱ کیلومتر از زمین دور شد.

### جوان‌ترین و پیرترین فضانوردان
- جوان‌ترین فضانورد گرمان تیتوف کیهان‌نورد روسی است که در ۶ اوت ۱۹۶۱ میلادی در سن ۲۵ با فضاپیمای وستوک ۲ به مدار زمین رفت.
- پیرترین فضانورد جان گلن سناتور و فضانورد سابق آمریکایی است که پس از بازنشستگی مجدداً در ۲۹ اکتبر سال ۱۹۹۸ میلادی در ۷۷ سالگی با فضاپیمای شاتل دیسکاوری به مدار زمین رفت.

## خطرات فضانوردی
طبق مقاله‌ای که در نشریه سی نت (به انگلیسی: Cnet) آمده فضانوردی
از جمله خطراتی که فضانوردان با آن مواجه هستند، تابش پرتوهای مضر کیهانی را می‌توان نام برد که از خورشید و سایر ستاره‌ها ساطع می‌شود.

## فضانوردان چه می‌خورند؟
فضانوردان در نخستین مأموریت‌های فضایی از غذاهای خشک و یخ‌زده استفاده می‌کردند. کپسول‌های فضایی آن‌ها برای تولید الکتریسیته از پیل‌های سوختی بهره می‌بردند. آب به عنوان محصول جانبی پیل‌های سوختی که با ترکیب اکسیژن و هیدروژن، الکتریسیته تولید می‌کنند، در آن ناوهای فضایی به وفور در دسترس بود؛ بنابراین فضانوردان می‌توانستند در زمان صرف غذا با مخلوط کردن آب گرم و غذای خشک شده، وعده غذاییِ نه چندان دلچسبی را تهیه کنند. این غذاها چندان باب میل فضانوردان نبود و آن‌ها پس از چند روز از طعم و شکل این غذاها بیزار می‌شدند.
اما غذاهای فضایی امروزی شامل انواع متنوعی از غذاهای بسته‌بندی و استریلیزه شده آماده، میوه‌های خشک، آجیل و انواع شیرینی هایند. گاهی هم میوه تازه به مدار زمین راه پیدا می‌کند، اما باید در مدت زمان کوتاهی خورده شوند.
برخی خوراکی‌ها در فضا استفاده نمی‌شوند. از این دست خوراکی‌ها می‌توان به نوشابه‌های گازدار، غذاهای پودری مانند پودر نمک و فلفل، خُردشدنی مانند چیپس، و برخی میوه‌جات مانند موز و پرتقال اشاره کرد.

### از ویکی‌پدیای انگلیسی
- لیست پروازهای فضایی سرنشین‌دار
- رکوردهای فضانوردی